# Böhler Kirche

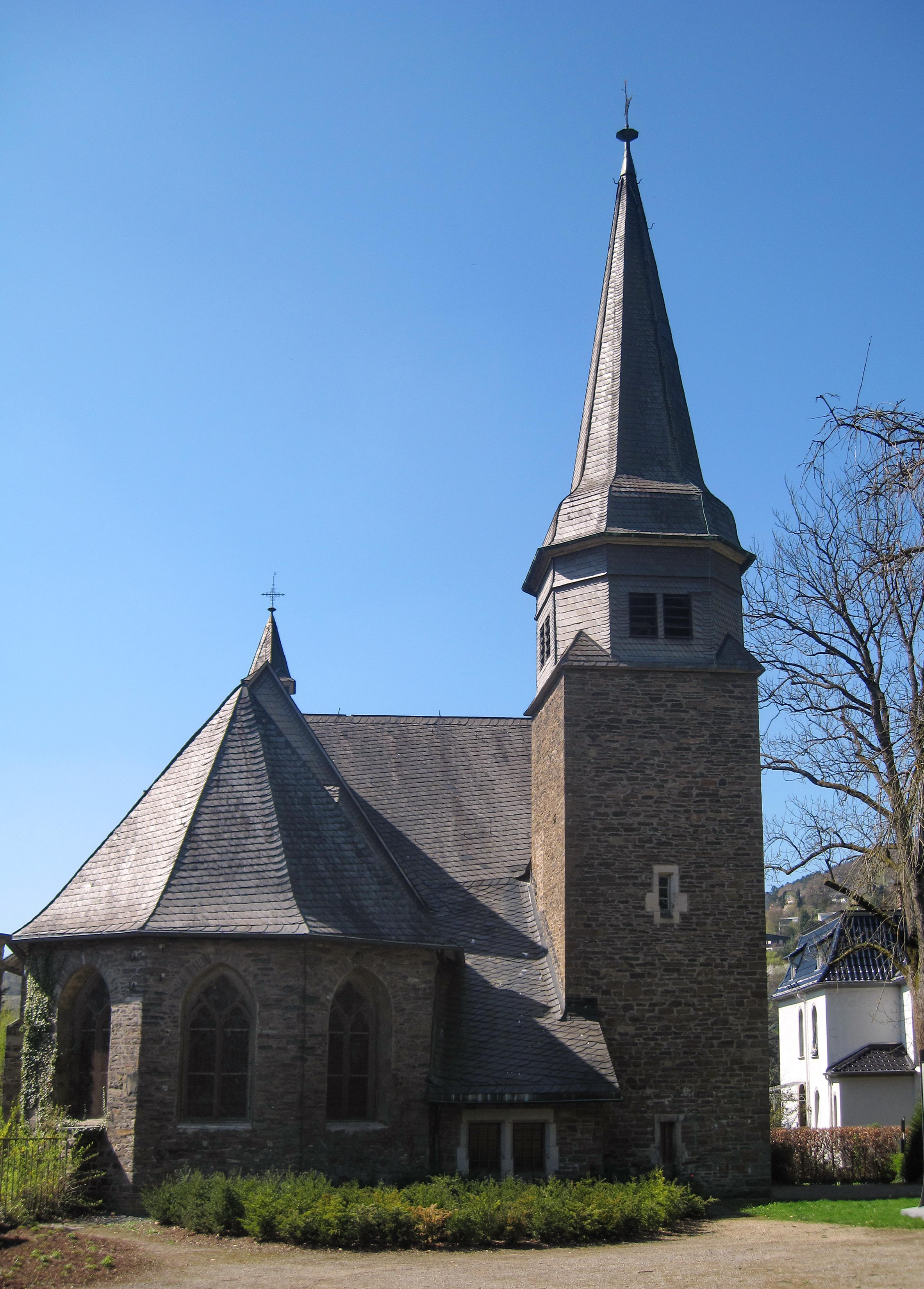
Böhler Kirche

Die evangelische Böhler Kirche steht in Plettenberg, einer mittleren kreisangehörigen Stadt im Märkischen Kreis in Nordrhein-Westfalen. Die Kirchengemeinde gehört zum Kirchenkreis Lüdenscheid-Plettenberg der Evangelischen Kirche von Westfalen.

## Beschreibung
Die spätmittelalterliche Saalkirche aus Bruchsteinen ist die letzte der zahlreichen Kapellen in Plettenberg. Sie war die Kapelle des Heilig-Geist-Spitals. Der älteste Teil ist der dreiseitig geschlossene Chor. 1422 wurde das Langhaus angefügt. Die Kirche wurde 1907 von Ludwig Hofmann umgebaut. Sie erhielt einen nördlichen Querarm und einen Chorflankenturm auf quadratischem Grundriss an der Nordwand des Chors, dessen achteckiges Geschoss hinter den Klangarkaden den Glockenstuhl beherbergt. Darauf sitzt ein achtseitiger, spitzer Helm. Der Innenraum des Chors ist mit einem Kreuzgratgewölbe überspannt, der des Langhauses und des nördlichen Querarms jeweils mit einem Tonnengewölbe. Emporen befinden sich im Westen und vor dem nördlichen Querarm. Die Bleiglasfenster hat 1921 Otto Linnemann gestaltet.